# Sungai Toman
Sungai Toman is een bestuurslaag in het regentschap Tanjung Jabung Timur van de provincie Jambi, Indonesië. Sungai Toman telt 2187 inwoners (volkstelling 2010).